# Charles Bacon
Charles Joseph Bacon jr. (Brooklyn, 9 gennaio 1885 – Fort Lauderdale, 15 novembre 1968) è stato un ostacolista, velocista e mezzofondista statunitense, campione olimpico dei 400 metri ostacoli ai Giochi di Londra 1908.

## Biografia
Membro dell'Irish American Athletic Club vinse la medaglia d'oro nei 400 metri ostacoli ai Giochi olimpici di Londra nel 1908.
Ai precedenti Giochi olimpici di Saint Louis del 1904 fu nono nei 1500 metri. Due anni dopo, ai Giochi olimpici intermedi di Atene si piazzò quinto nei 400 metri piani e sesto negli 800 metri.
Un mese e mezzo prima dei Giochi di Londra corse a Filadelfia i 400 metri ostacoli con un tempo di 55"8 che divenne record mondiale non ufficiale. Ai Giochi olimpici di Londra fu in grado di battere il connazionale Harry Hillman con uno sprint finale terminando la gara con un tempo di 55"0 che venne riconosciuto dalla IAAF come primo record mondiale dei 400 metri ostacoli.

## Palmarès
| Anno | Manifestazione            | Sede        | Evento     | Risultato | Prestazione | Note            |
| ---- | ------------------------- | ----------- | ---------- | --------- | ----------- | --------------- |
| 1904 | Giochi olimpici           | Saint Louis | 1500 metri | 9º        |             |                 |
| 1906 | Giochi olimpici intermedi | Atene       | 400 metri  | 5º        |             |                 |
| 1906 | Giochi olimpici intermedi | Atene       | 800 metri  | 6º        |             |                 |
| 1908 | Giochi olimpici           | Londra      | 400 hs     | Oro       | 55"00       | Record mondiale |